# أوتو فريدريك هونزيكر
أوتو فريدريك هونزيكر هو أكاديمي سويسري، ولد في 25 ديسمبر 1873 في زيورخ في سويسرا، وتوفي في 16 نوفمبر 1959 في لا غرانت في الولايات المتحدة.